# Caenis hilaris
Caenis hilaris is een haft uit de familie Caenidae. De wetenschappelijke naam van de soort is voor het eerst geldig gepubliceerd in 1839 door Say.
De soort komt voor in het Nearctisch gebied.